# Blake Comeau
Blake Comeau (* 18. Februar 1986 in Meadow Lake, Saskatchewan) ist ein ehemaliger kanadischer Eishockeyspieler, der im Verlauf seiner aktiven Karriere zwischen 2001 und 2022 unter anderem 962 Spiele für die New York Islanders, Calgary Flames, Columbus Blue Jackets, Pittsburgh Penguins, Colorado Avalanche und Dallas Stars in der National Hockey League (NHL) auf der Position des Flügelstürmers bestritten hat.

## Karriere
Blake Comeau begann seine Karriere als Eishockeyspieler bei den Kelowna Rockets, für die er von 2001 bis 2006 in der Western Hockey League aktiv war und mit denen er 2004 den Memorial Cup, sowie in den Jahren 2003 und 2005 den Ed Chynoweth Cup gewann. In dieser Zeit wurde er im NHL Entry Draft 2004 in der zweiten Runde als insgesamt 47. Spieler von den New York Islanders ausgewählt. In der Saison 2006/07 gab Comeau sein Debüt in der National Hockey League für die Islanders.
Am 24. November 2011 setzten ihn die Islanders auf die Waiverliste, nachdem der Stürmer in 16 Saisonspielen punktlos geblieben war. Einen Tag später sicherten sich die Calgary Flames seine Dienste. Zur Trade Deadline am 3. April 2013 wurde er zu den Columbus Blue Jackets transferiert. Dort unterschrieb er einen Einjahresvertrag, der nach der Saison 2013/14 nicht verlängert wurde. In der Folge schloss er sich den Pittsburgh Penguins an.
Nachdem sein Vertrag in Pittsburgh ausgelaufen war, unterzeichnete er einen neuen Dreijahreskontrakt bei der Colorado Avalanche. Nach Ablauf dessen schloss er sich, abermals als Free Agent, im Juli 2018 den Dallas Stars an. Mit dem Team erreichte er in den Playoffs 2020 das Endspiel um den Stanley Cup, unterlag dort jedoch den Tampa Bay Lightning mit 2:4. Nach der Saison 2021/22, in der er nur sechs Partien für die Stars absolvierte, wurde sein im Juli 2022 auslaufender Vertrag nicht verlängert. Daraufhin trat Comeau im professionellen Eishockey nicht mehr in Erscheinung.

### International
Für Kanada nahm Comeau an der U20-Junioren-Weltmeisterschaft 2006 teil, bei der er mit seiner Mannschaft Weltmeister wurde. In sechs Turnierspielen steuerte der Stürmer dazu sieben Scorerpunkte bei.

## Erfolge und Auszeichnungen
| - 2003 President’s-Cup-Gewinn mit den Kelowna Rockets - 2004 Teilnahme am CHL Top Prospects Game - 2004 Memorial-Cup-Gewinn mit den Kelowna Rockets | - 2005 President’s-Cup-Gewinn mit den Kelowna Rockets - 2006 WHL West First All-Star Team |

### International
- 2006 Goldmedaille bei der U20-Junioren-Weltmeisterschaft

## Karrierestatistik

### International
Vertrat Kanada bei:
- Nations Cup 2003
- U20-Junioren-Weltmeisterschaft 2006

(Legende zur Spielerstatistik: Sp oder GP = absolvierte Spiele; T oder G = erzielte Tore; V oder A = erzielte Assists; Pkt oder Pts = erzielte Scorerpunkte; SM oder PIM = erhaltene Strafminuten; +/− = Plus/Minus-Bilanz; PP = erzielte Überzahltore; SH = erzielte Unterzahltore; GW = erzielte Siegtore; 1 Play-downs/Relegation; Kursiv: Statistik nicht vollständig)